# Sine-Saloum

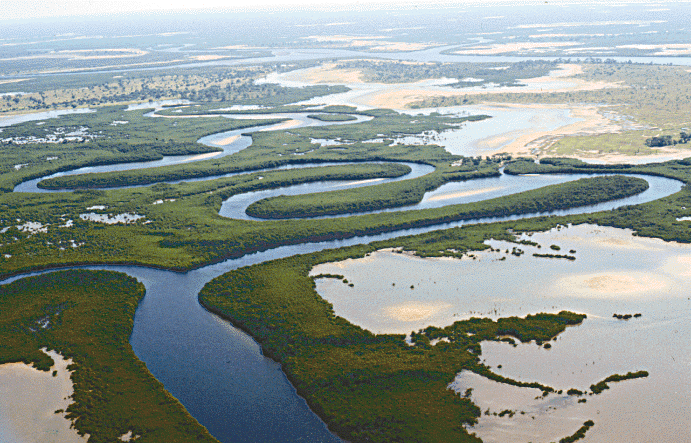
Delta van de Saloum

Sine-Saloum is een natuurgebied van 180.000 hectare in Senegal. Het ligt ten noorden van de Gambia, op zo'n 100 kilometer van Dakar. Binnen het gebied bevindt zich het nationaal park Delta du Saloum.
Het gebied is een delta, waar twee rivieren samenkomen: de Sine en de Saloum. Bovendien lagen hier twee rivaliserende koninkrijken van de Sérères, die ook Sine en Saloum heetten. 
De belangrijkste economische activiteit is de visserij en de vervaardiging van vissersboten. In de laatste jaren is de zoutgraad van het water gestegen door slecht beheer van de rivieren. Hierdoor verdwijnen de mangroven en verschillende soorten zoetwatervissen.
In Sine-Saloum overwinteren veel trekvogels uit Europa. In het gebied wordt aan energiewinning gedaan.

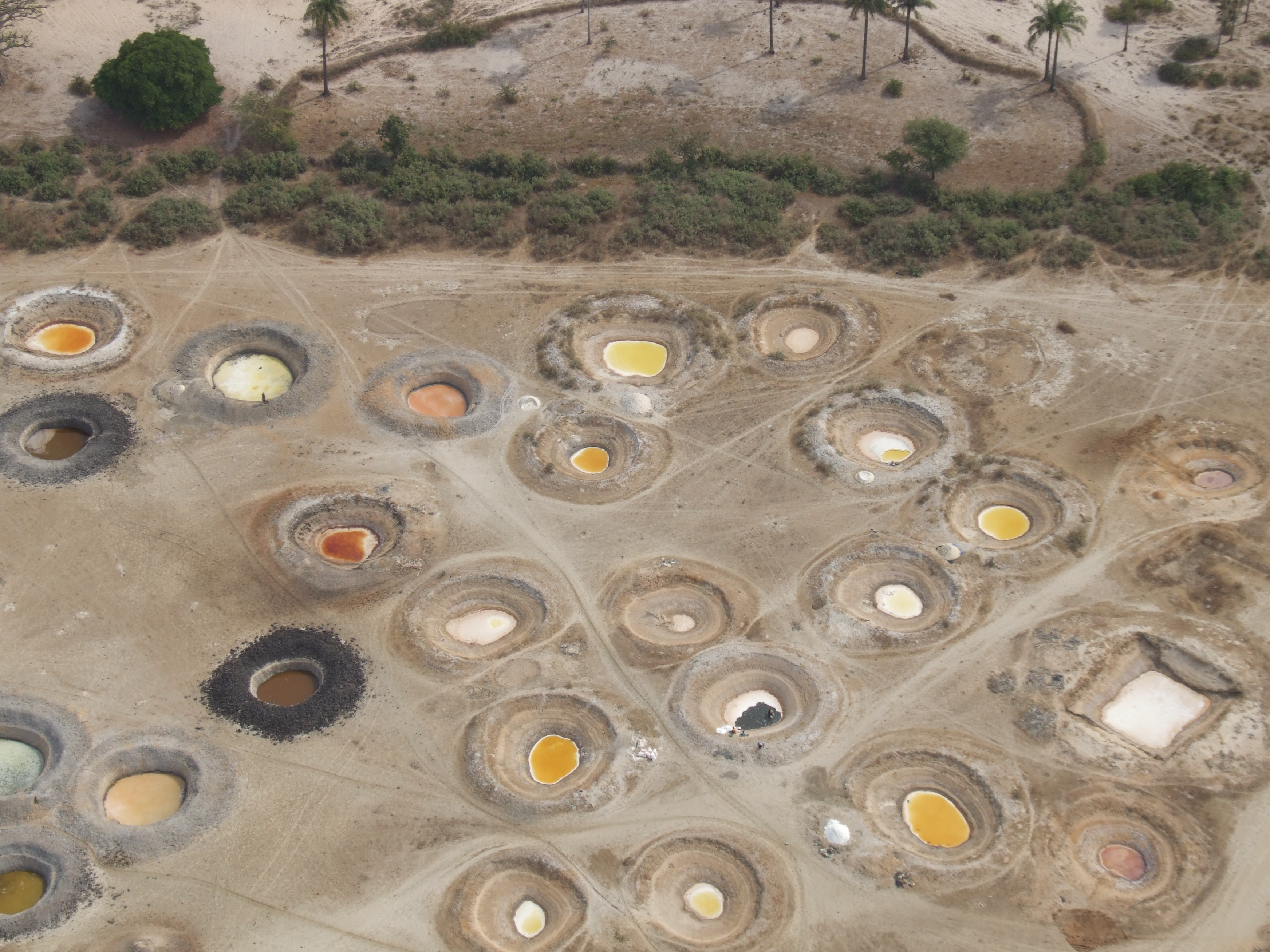
Zoutpannen in Sine-Saloum